# Abdelaziz Barrada
Abdelaziz Barrada (arab. عبد العزيز برادة, ur. 19 czerwca 1989 w Provins, zm. 24 października 2024) – marokański piłkarz grający na pozycji środkowego pomocnika.

## Kariera klubowa
Swoją karierę piłkarską rozpoczął w klubie US Sénart-Moissy. W sezonie 2006/2007 grał w nim w czwartej lidze francuskiej. W 2007 roku przeszedł do Paris Saint-Germain F.C. Do końca sezonu 2009/2010 grał w czwartoligowych rezerwach tego klubu.
Latem 2010 roku podpisał kontrakt z Getafe CF. W sezonie 2010/2011 grał w rezerwach Getafe w Segunda División B. W 2011 roku awansował do kadry pierwszego zespołu. W Primera División swój debiut zanotował 28 sierpnia 2011 w zremisowanym 1:1 domowym spotkaniu z Levante UD. 6 listopada 2011 w wygranym 3:2 domowym meczu z Atlético Madryt strzelił swojego pierwszego gola w hiszpańskiej pierwszej lidze. W sezonie 2011/2012 był podstawowym zawodnikiem Getafe.
W 2013 roku Barrada przeszedł do Al-Jazira Club, w 2014 roku do Olympique Marsylia, a w 2016 do Al-Nasr Dubaj.
| Sezon   | Klub                  | Kraj                         | Rozgrywki        | Mecze | Bramki | Rozgrywki Europy | Mecze | Bramki |
| ------- | --------------------- | ---------------------------- | ---------------- | ----- | ------ | ---------------- | ----- | ------ |
| 2006/07 | US Sénart-Moissy      | Francja                      | CFA              | 11    | 3      | –                | –     | –      |
| 2007/08 | Paris Saint-Germain B | Francja                      | CFA              | 7     | 1      | –                | –     | –      |
| 2008/09 | Paris Saint-Germain B | Francja                      | CFA              | 16    | 0      | –                | –     | –      |
| 2009/10 | Paris Saint-Germain B | Francja                      | CFA              | 20    | 3      | –                | –     | –      |
| 2010/11 | Getafe CF B           | Hiszpania                    | Liga Adelante    | 30    | 4      | –                | –     | –      |
| 2011/12 | Getafe CF             | Hiszpania                    | Liga BBVA        | 32    | 4      | –                | –     | –      |
| 2012/13 | Getafe CF             | Hiszpania                    | Liga BBVA        | 32    | 4      | –                | –     | –      |
| 2013/14 | Al-Jazira Club        | Zjednoczone Emiraty Arabskie | UAE League       | 22    | 10     | –                | –     | –      |
| 2014/15 | Olympique Marsylia    | Francja                      | Ligue 1          | 9     | 1      | –                | –     | –      |
| 2015/16 | Olympique Marsylia    | Francja                      | Ligue 1          | 24    | 1      | Liga Europy UEFA | 6     | 1      |
| 2016/17 | Al-Nasr Dubaj         | Zjednoczone Emiraty Arabskie | UAE League       | 20    | 6      | Liga Mistrzów    | 2     | 0      |
| 2017/18 | Al-Nasr Dubaj         | Zjednoczone Emiraty Arabskie | UAE League       | 13    | 3      | –                | –     | –      |
| 2018/19 | Antalyaspor           | Turcja                       | Süper Lig        | 5     | 0      | –                | –     | –      |
| 2018/19 | Gimnàstic Tarragona   | Hiszpania                    | Segunda División | 4     | 0      | –                | –     | –      |

Stan na: 7 marca 2019

## Kariera reprezentacyjna
W 2012 roku Barrada zagrał w kadrze Maroka na igrzyskach olimpijskich w Londynie. W dorosłej reprezentacji zadebiutował 29 lutego 2012 w wygranym 2:0 towarzyskim meczu z Burkina Faso.